# 4 ワールドトレードセンター

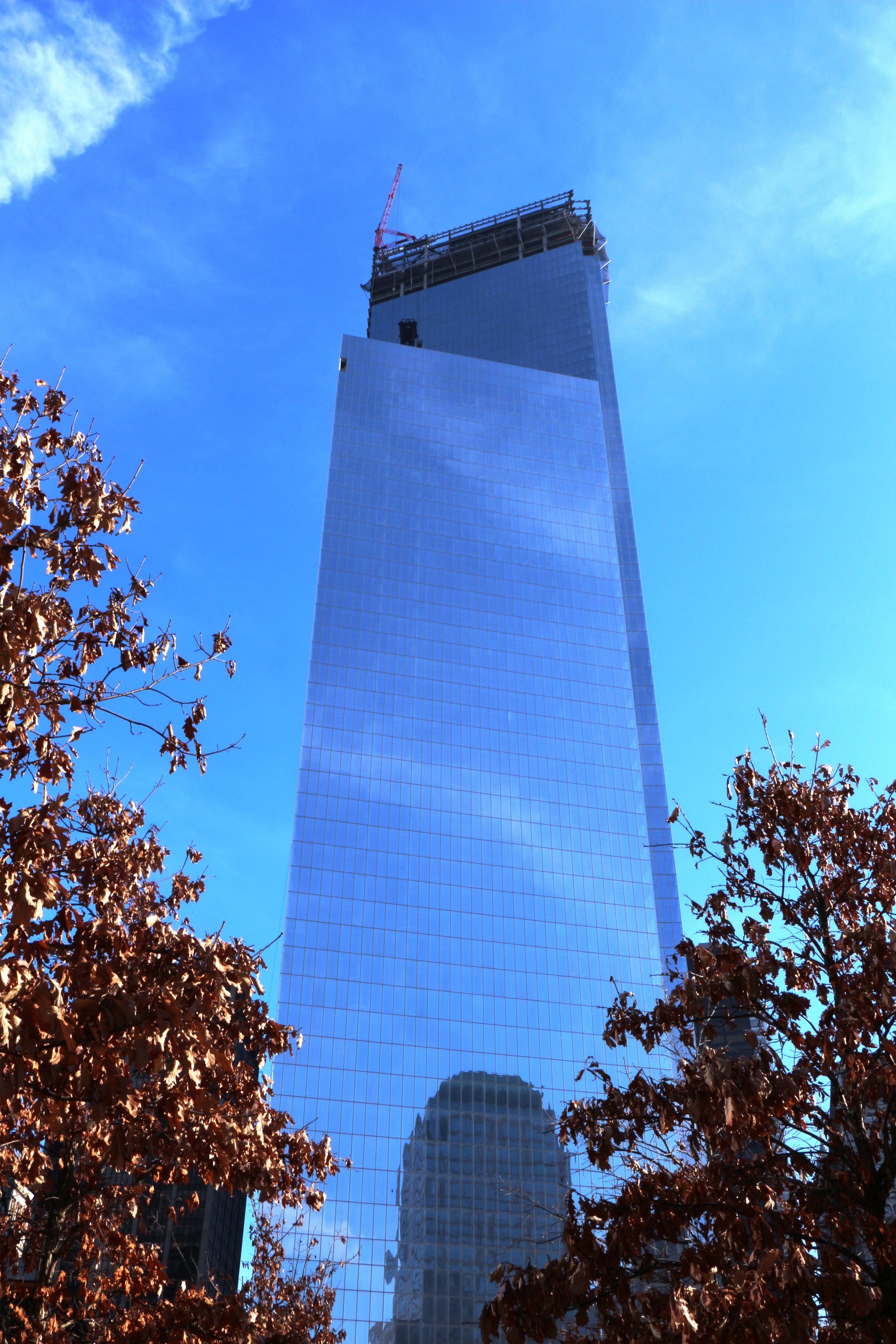
2012年12月15日の様子

4 ワールドトレードセンター（英語: Four World Trade Center, 4 WTC）は、ワールドトレードセンター跡地に建設された超高層ビル。所在地の「グリニッジ通り150号」にちなみ150グリニッジ・ストリート (150 Greenwich Street) ともいう。
かつてワールドトレードセンターには、敷地の南東角に同名の低層ビル（4 WTC）があった。1975年に竣工した9階建ての建物で、ツインタワーとともに敷地中央のプラザを囲んでいたが、2001年の同時多発テロでツインタワーの崩壊に巻き込まれて全壊した。現在の3 ワールドトレードセンター（3 WTC）と4 ワールドトレードセンターは、旧4WTCの跡地に建っている。

## 概要
設計は日本の槇文彦が選ばれた。当初は高さ288mだったが、297mに変更された。64階建て。ワールドトレードセンター跡地では景気後退のため、1 ワールドトレードセンターとこの4 ワールドトレードセンターだけが先に着工された。2013年11月13日に完成式典が行われた。

## ギャラリー

### 建設

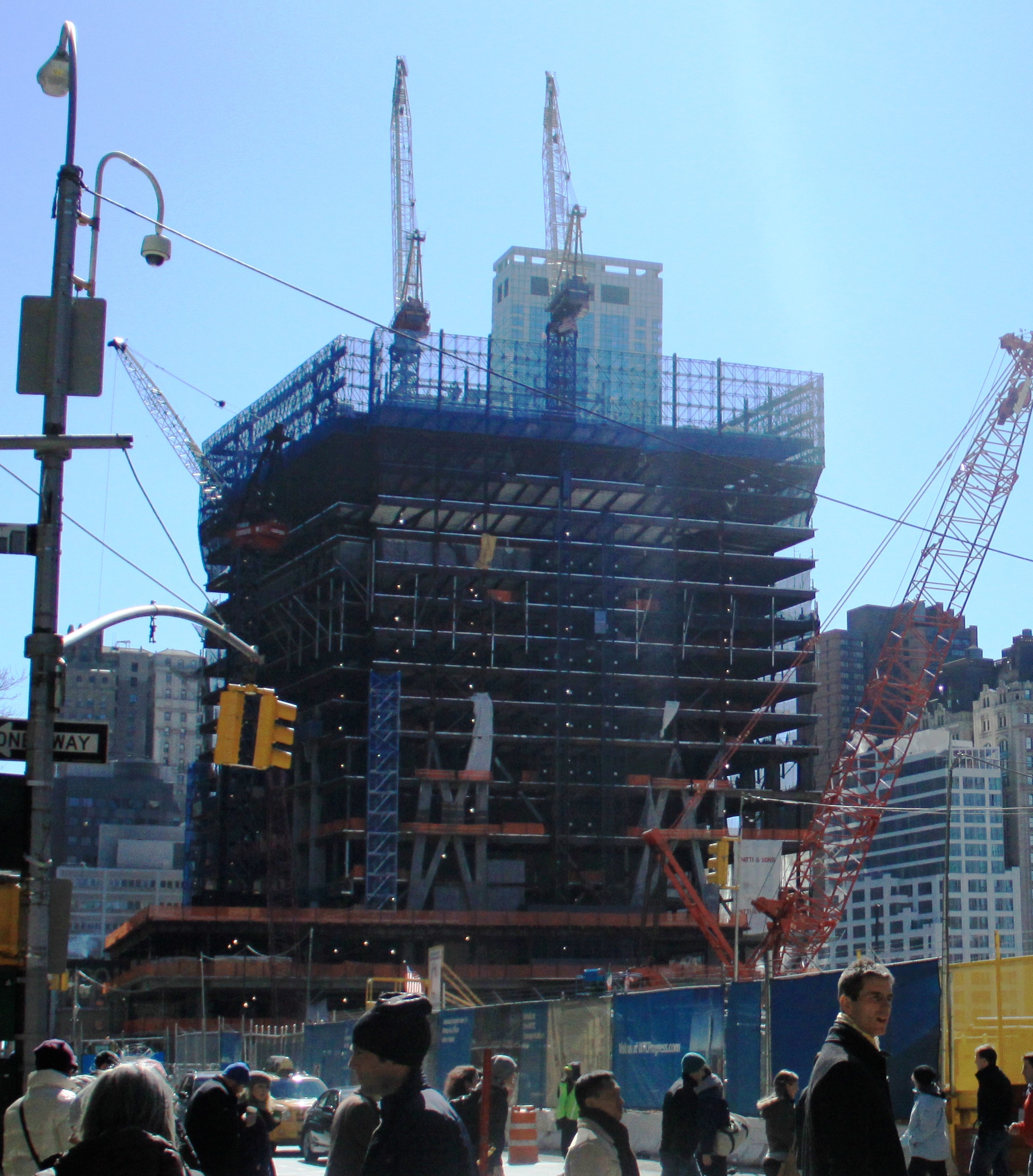
2011年3月26日
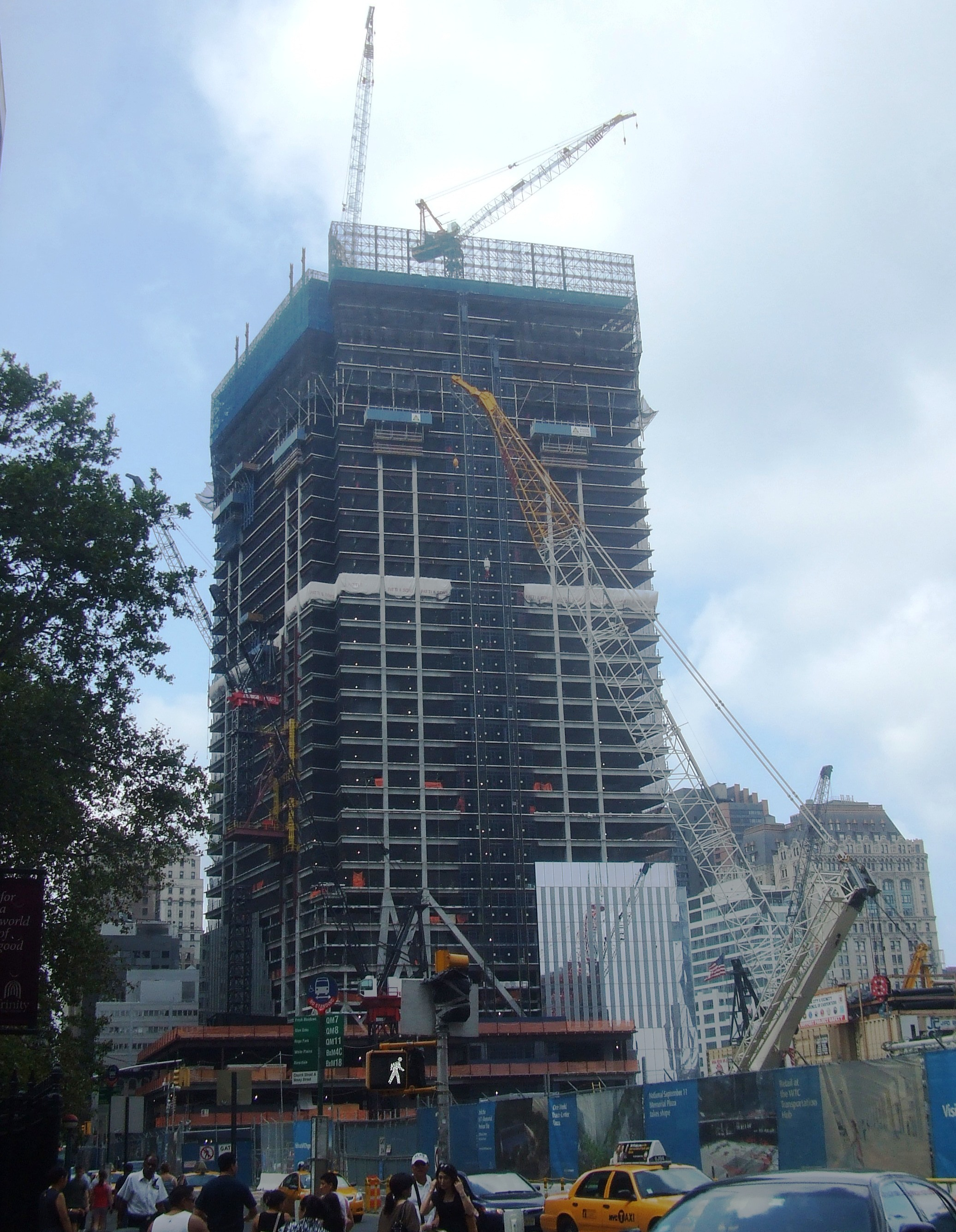
2011年8月7日
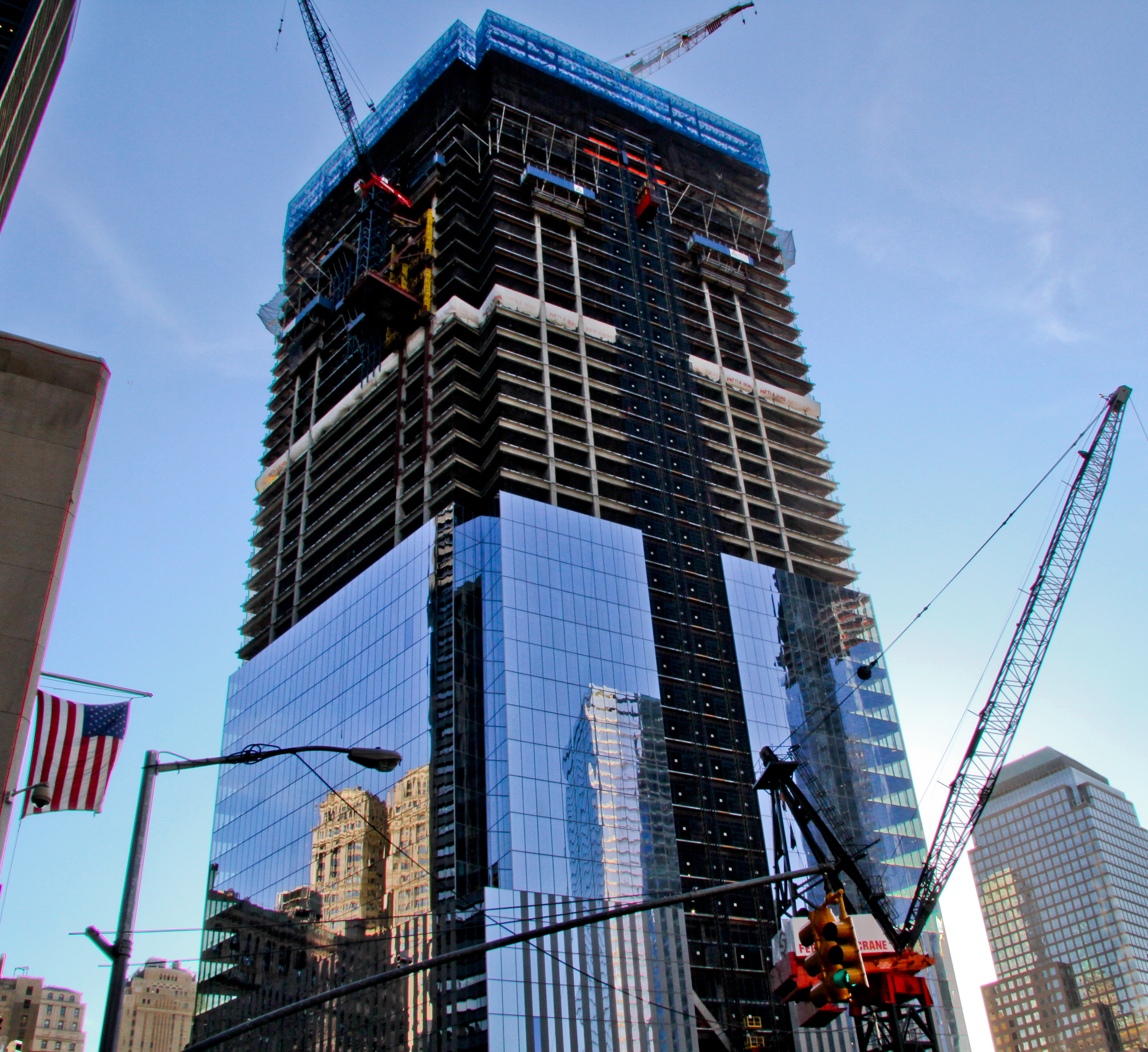
2011年10月4日
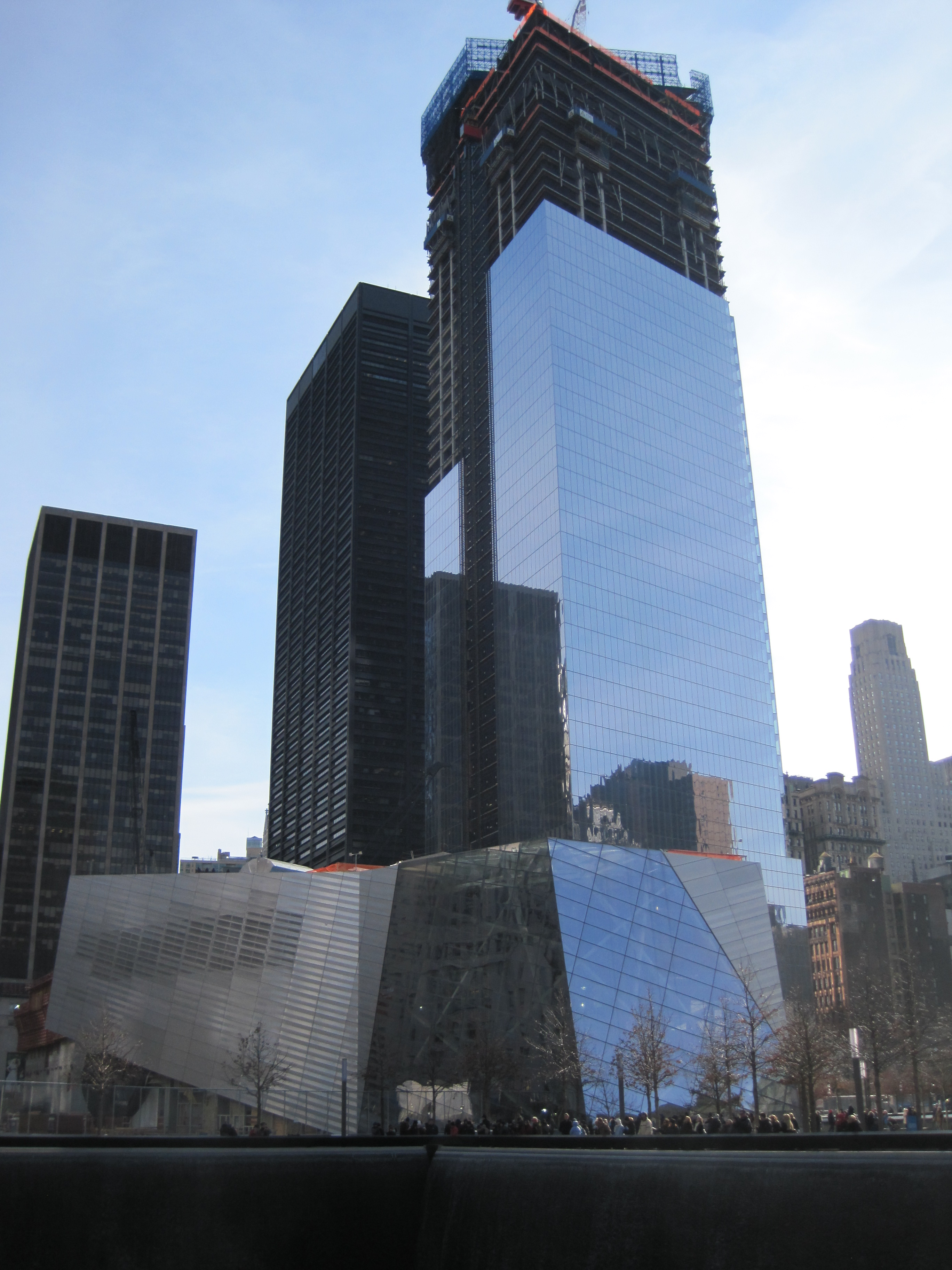
2012年1月16日
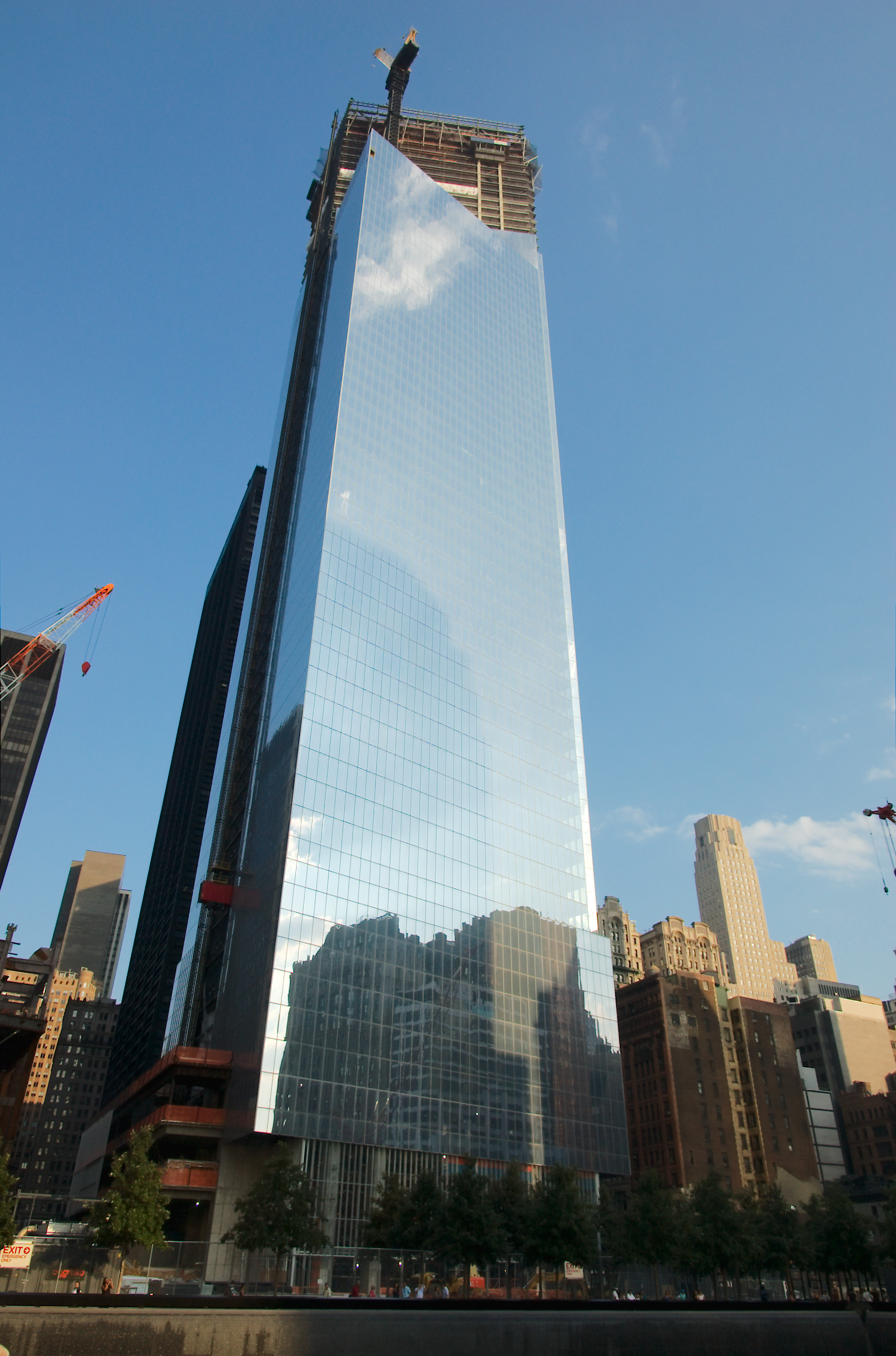
2012年9月1日
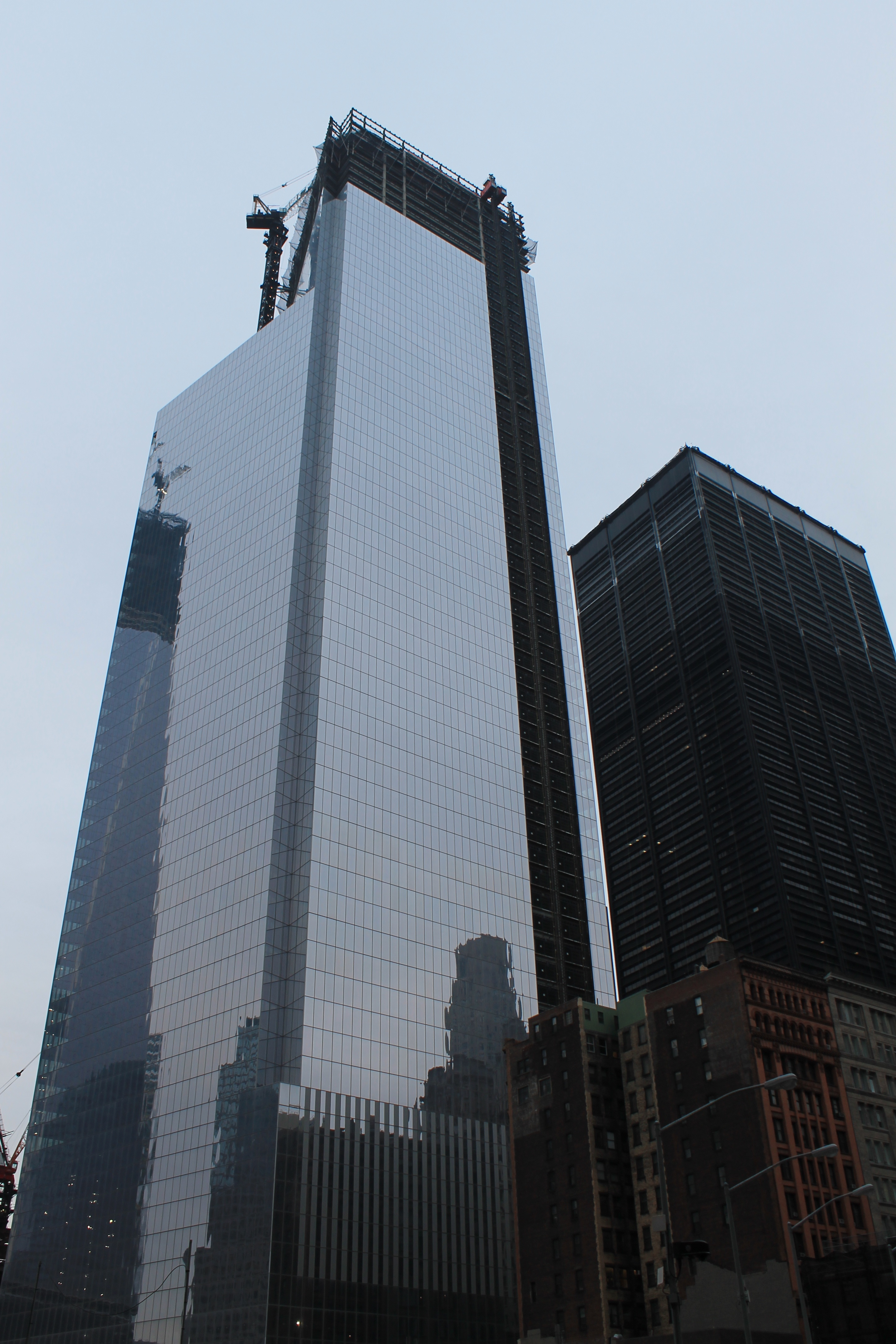
2012年11月10日

### 旧4WTCの解体

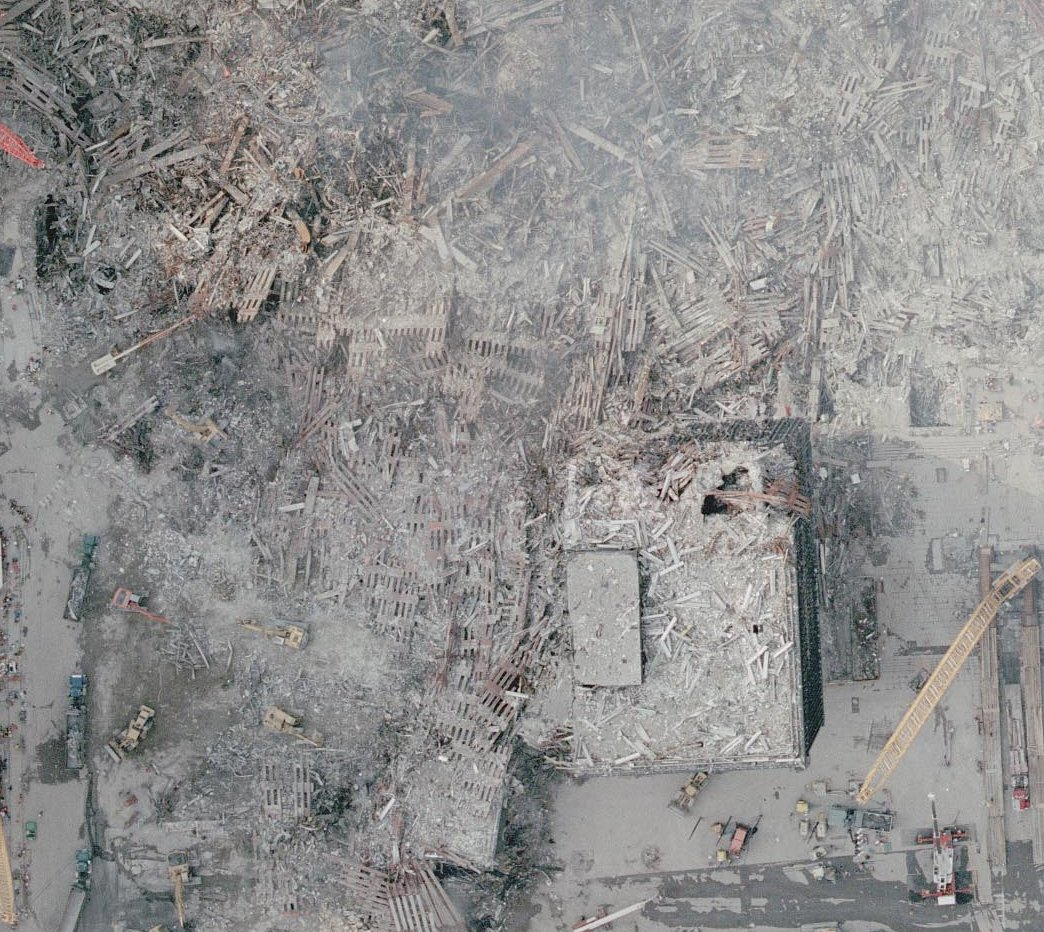
テロ後のNOAA空中画像。写真右上の角あたりが北。